# Heinrich von Angeli
Heinrich von Angeli, född 8 juli 1840 i Ödenburg, död 21 oktober 1925 i Wien, var en österrikisk målare.
Angeli fick sin utbildning i Wien och Düsseldorf. Han målade till en början historiska tavlor. Sedan han 1862 flyttat till Wien, vann han världsrykte genom sina porträtt av kejsaren av Österrike, det tyska kronprinsparet, drottning Viktoria av England, kejsar Vilhelm II med flera. Han har även målat genrebilder.

## Galleri

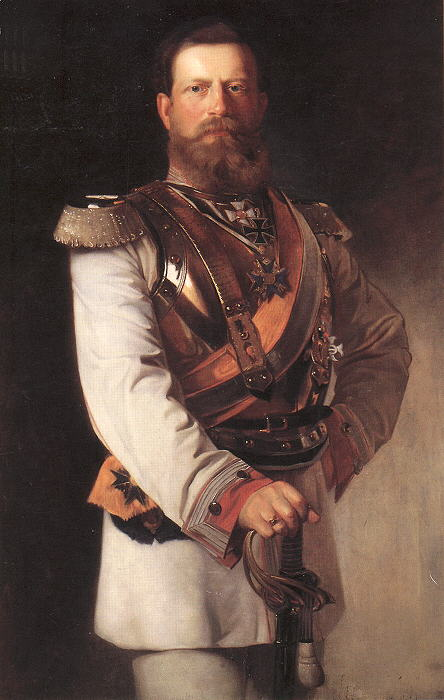
Fredrik III tysk kejsare och kung av Preussen, oljemålning av Heinrich von Angeli, 1874.
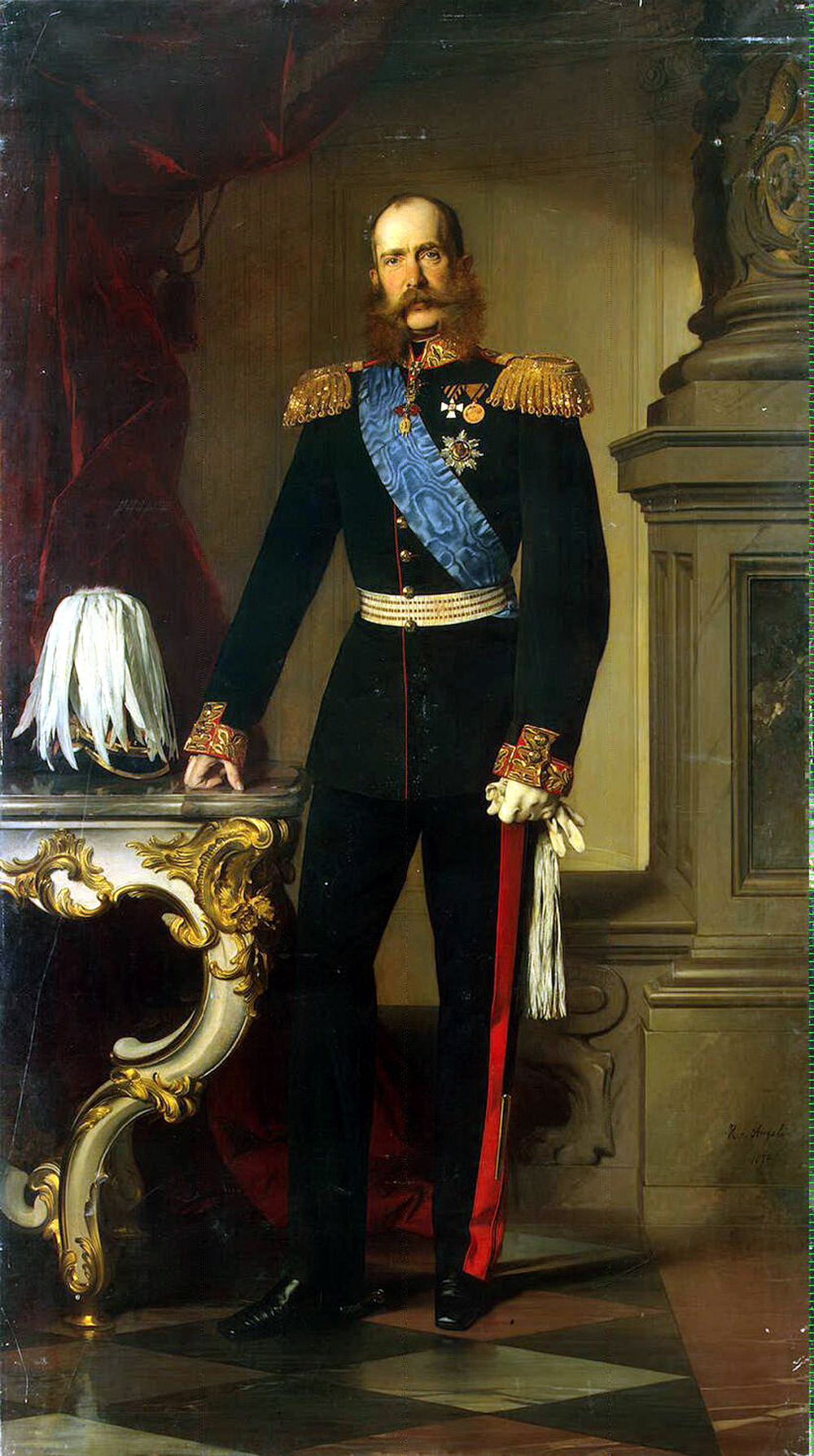
Frans Josef I av Österrike, oljemålning 1874.
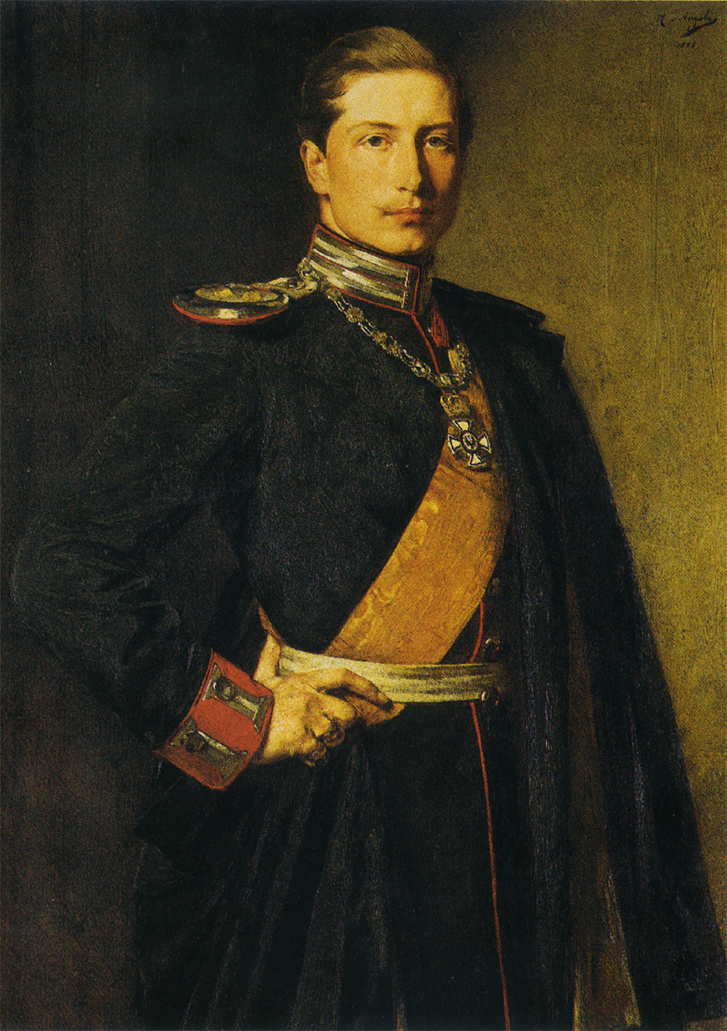
Kronprins Wilhelm, senare Vilhelm II av Tyskland, oljemålning 1883.
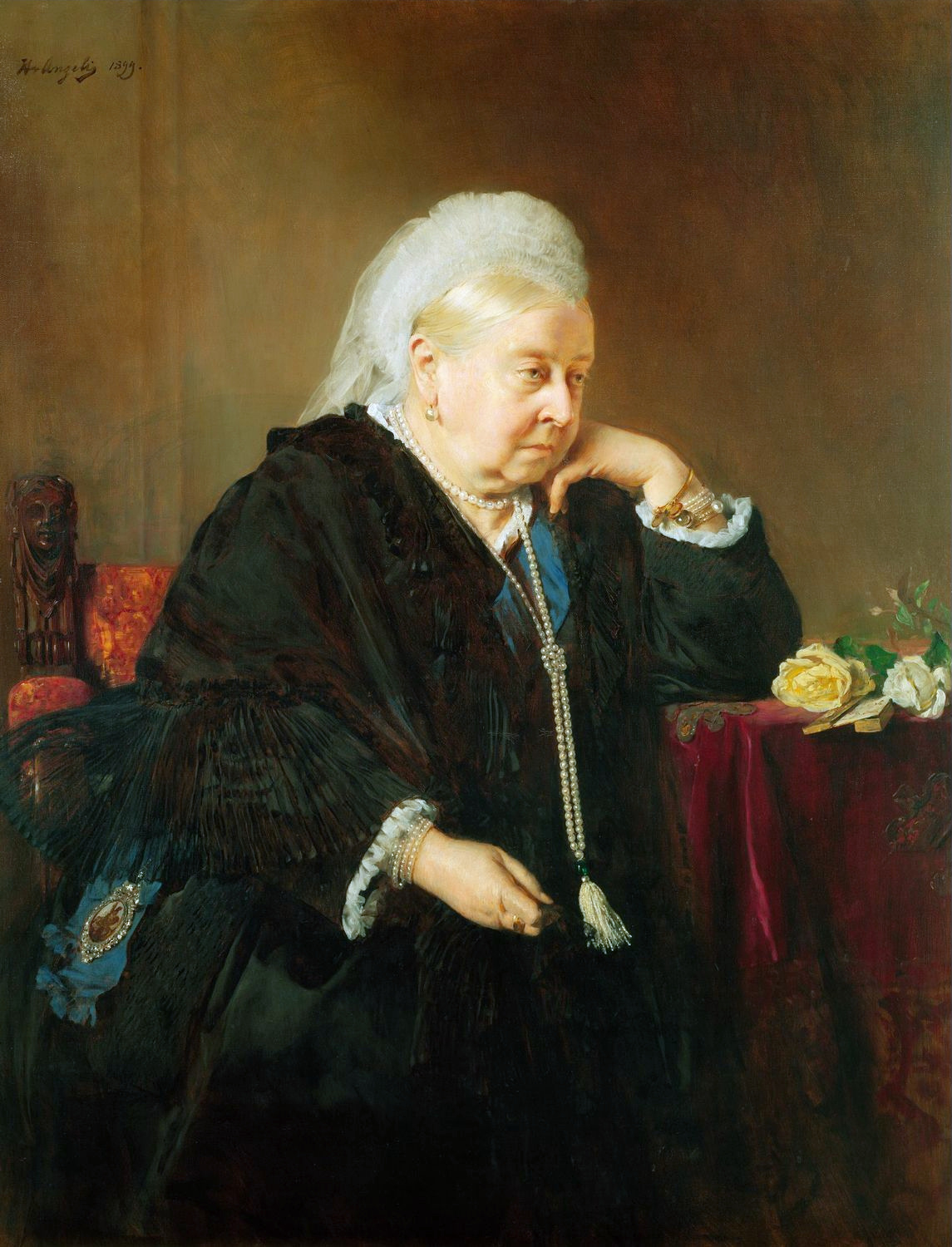
Viktoria av Storbritannien, oljemålning 1899.